# Lazuri (Aranyosszohodol község)
Lazuri falu Romániában, Erdélyben, Fehér megyében. Közigazgatásilag Aranyosszohodol községhez tartozik.
Aranyosszohodol irányából a DC 167-es községi úton közelíthető meg.
Az 1956-os népszámlálás előtt Aranyosszohodol része volt. 1956-ban 81, 1966-ban 103, 1977-ben 125, 1992-ben 174, 2002-ben 132 lakosa volt, majdnem mind románok.
Ortodox temploma 2009–2010-ben épült, és 2010. december 6-án szentelték fel.
Az ivóvíz-vezeték kiépítését 2016-ra tervezték.